# De laatste eenhoorn (film)
De laatste eenhoorn (Engels: The Last Unicorn) is een Amerikaans-Japanse animatiefilm uit 1982. De film is gebaseerd op het gelijknamige boek van Peter S. Beagle uit 1968. De film werd geproduceerd door het Amerikaanse Rankin/Bass. De animaties werden uitbesteed aan het Japanse Topcraft (met name Hayao Miyazaki, die niet lang daarna Studio Ghibli oprichtte). In Nederland verscheen de film in 1985 met een Nederlandse nasynchronisatie. In 2006 kwam de film in Nederland uit op dvd met een nieuwe nasynchronisatie.

## Stemrolverdeling
| Personage         | Stemacteur       | Nederlandstalige versie 1985 | Nederlandstalige versie 2006 |
| ----------------- | ---------------- | ---------------------------- | ---------------------------- |
| Eenhoorn/Amalthea | Mia Farrow       | Mart Gevers                  | Hymke de Vries               |
| Schmendrick       | Alan Arkin       | Marcel Maas                  | Pepijn Gunneweg              |
| Molly Grue        | Tammy Grimes     | Leontien Ceulemans           | Nathalie Haneveld            |
| Prins Lir         | Jeff Bridges     | Kees Broos                   | Waldemar Torenstra           |
| Mommy Fortuna     | Angela Lansbury  | Christine Schreuder          | Marloes van den Heuvel       |
| Captain Cully     | Keenan Wynn      | Jan Anne Drenth              | Leo Richardson               |
| Jack Jingly       | Edward Peck      | Hans Hoekman                 | Timo Bakker                  |
| Butterfly         | Robert Klein     | Dick Scheffer                | Olaf Wijnants                |
| Mabruk            | Paul Frees       | Jan Borkus                   | Marcel Jonker                |
| Kater             | Don Messick      | Jan Wegter                   | Timo Bakker                  |
| Koning Haggard    | Christopher Lee  | Coen Flink                   | Jan Nonhof                   |
| Skelet            | Rene Auberjonois | Paul van Gorcum              | Louis van Beek               |